# Élisabeth Barillé
Pour les articles homonymes, voir Barillé.
Elisabeth Barillé est une écrivaine française née le 3 octobre 1960 à Paris d’un père angevin et d’une mère russe.
Son premier roman parait aux éditions Gallimard au milieu des années 1980 : Corps de jeune fille, qui lui permet d'acquérir une certaine notoriété et de recevoir le prix Contrepoint. Explorant plusieurs genres littéraires, elle alterne les romans (dont Exaucez-nous ! distingué par le Prix Charles Oulmont de la fondation de France 2000 et À ses pieds couronné du prix François-Victor-Noury décerné en 2006 par l’Académie Française), les biographies, les essais et les récits de voyages.

## Biographie

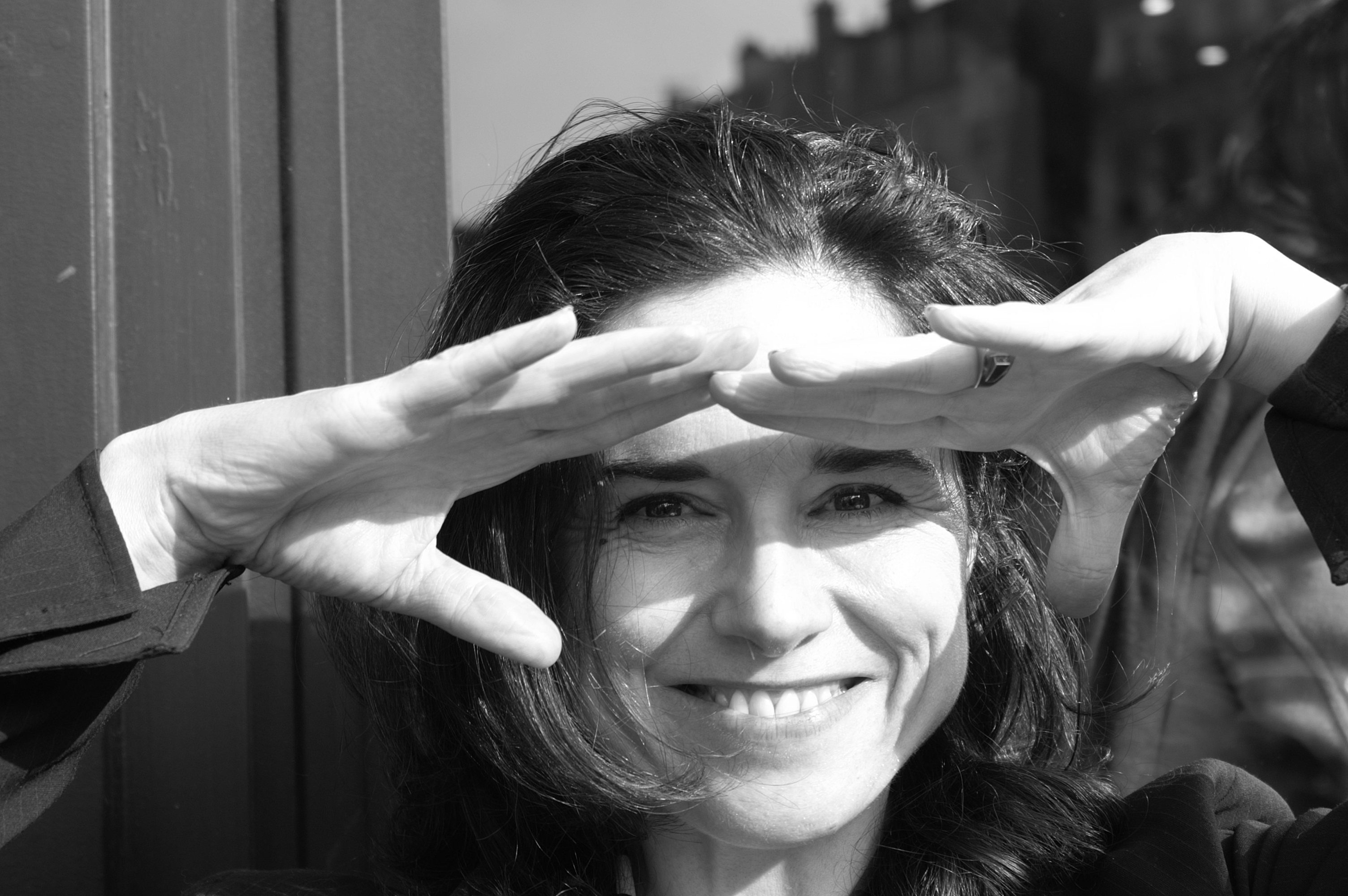
Élisabeth Barillé en 2011.

Née en 1960, elle fait son entrée dans le milieu littéraire parisien en 1986, avec Corps de jeune fille, le récit d'une relation entre une jeune femme et un écrivain célèbre. L’œuvre est bien accueillie : son auteur reçoit ainsi la 16e édition du prix Contrepoint. En 1996, elle quitte Paris pour s’installer à Amsterdam. Elle y vit quinze ans. De cette installation au bord des canaux, elle tire un ouvrage faisant le portrait de la ville, Amsterdam à ma guise, finaliste du prix des Deux Magots 2002, ainsi qu’une anthologie littéraire : Le Goût d’Amsterdam.
Grand reporter pour plusieurs magazines de voyages, elle multiplie les séjours en Inde. De ces voyages sur le continent indien sont issus deux livres. Situé à Rishikesh, au pied de la chaîne himalayenne, Singes épingle avec ironie les dérives de ces Occidentaux lancés dans la quête du mieux-être. L’œuvre suivante, À ses pieds, est davantage une réflexion intime de la femme et de l'écrivain. Comme a pu l'écrire Claude Chorritos :
« L’Inde a fait son travail. La quête, toujours aussi intense, ouvre vers le récit. L’autobiographie s’impose. Renouer délicatement les fils avec les vivants qui l’ont précédée, les vivants qui l’ont construite, la conduisent en Russie. »
En 2010, elle parcourt l’ouest de la Russie durant huit semaines. De ce voyage, elle tire Une légende russe, entrecroisant la figure de l’écrivain Lou Andreas Salomé, sujet d’une anthologie parue aux éditions du Seuil, à celle de son grand-père, Georges Feodorovich Sapounoff. Philippe Delaroche écrit :
« l'auteur se recommande de Milan Kundera et de sa propre conviction, frappée d'« un peu de superstition irrationnelle », selon laquelle « les histoires que nous vivons forment en même temps une mythologie de notre vie, et que cette mythologie détient la clé de la vérité et du mystère » […] Élisabeth Barillé a accompagné son grand-père pour un dernier voyage dans sa patrie natale. Georges est mort en 1982. Sans imaginer qu'un beau jour sa petite-fille nouerait ensemble leur affection privée et singulière et l'exemple lumineux d'une femme, Lou Andreas-Salomé, qualifiée à juste raison de « penseuse libre » et passée à la postérité universelle ».
En 2020, elle reçoit le Grand prix de littérature Henri-Gal pour l'ensemble de son œuvre.
Élisabeth Barillé écrit des textes de chansons pour Bertrand Burgalat.
Elle vit désormais à Paris.

## Œuvre
- Corps de jeune fille, Paris, Éditions Gallimard, 1986, 174 p.  (ISBN 2-07-070701-6)[3]
- L'Envie de Marie, Paris, Éditions Régine Deforges, 1989, 171 p.  (ISBN 2-905538-40-6)
- Anaïs Nin : masquée, si nue, Paris, Éditions Robert Laffont, coll. « Elle était une fois », 1991, 309 p.  (ISBN 2-221-05985-9)[7]
- Le livre du parfum, avec Catherine Laroze, Paris, Éditions Flammarion, 1995, 224 p.  (ISBN 2-08-200574-7)
- Coty : parfumeur et visionnaire, phot. de Keiichi Tahara, Paris, Éditions Assouline, 1995, 180 p.  (ISBN 2-908228-37-8)
- Laure : la sainte de l'abîme, avec Catherine Laroze, Paris, Éditions Flammarion, 1997, 337 p.  (ISBN 2-08-067320-3)
- Lanvin, Paris, Éditions Assouline, coll. « Mémoire de la mode », 1997, 79 p.  (ISBN 2-84323-015-2)
- Exaucez-nous, Paris, Éditions Gallimard, 1999, 264 p.  (ISBN 2-07-075625-4)
- Guerlain, Paris, Éditions Assouline, coll. « Mémoire de la beauté », 1999, 79 p.  (ISBN 2-84323-121-3)
- Un couple modèle, Paris, Éditions Gallimard, 2001, 217 p.  (ISBN 2-07-076131-2)[8],[9]
- Amsterdam, à ma guise, Monaco-Paris, France, Le Rocher, coll. « La fantaisie du voyageur », 2002, 128 p.  (ISBN 2-268-04263-4)[10]
- Le Goût d'Amsterdam, Paris, Mercure de France, coll. « Le goût des villes », 2003, 118 p.  (ISBN 2-7152-2389-7)
- Singes, Paris, Éditions Gallimard, 2004, 261 p.  (ISBN 2-07-073924-4)[4]
- Le Roi des blini, Paris, Mercure de France, coll. « Le petit Mercure », 2005, 55 p.  (ISBN 2-7152-2556-3)
- À ses pieds, récit, Paris, Éditions Gallimard, 2006, 140 p.  (ISBN 2-07-077728-6)
- Extases de femmes : nouvelles, avec Corine Allouch, Mercedes Belange, Valérie Boisgel, coll., Paris, Éditions Blanche, 2007, 228 p.  (ISBN 978-2-84628-160-7)
- Paris portraits, avec Claude Arnaud, Gérard de Cortanze, Daniel Maximin, coll., Paris, Éditions Gallimard, coll. « Folio », 2007, 137 p.  (ISBN 978-2-07-034245-7)
- Les Douze Coups de minuit : contes sensuels de Noël, coll., Paris, Éditions Blanche, 2007, 236 p.  (ISBN 978-2-84628-185-0)
- Heureux parmi les morts, Paris, Éditions Gallimard, 2009, 315 p.  (ISBN 978-2-07-012653-8)[11]
- L'École de la vie / Lou Andreas-Salomé, textes choisis et présentés par É. B., Paris, Éditions Gallimard, coll. « Points Sagesses », 2010, 87 p.  (ISBN 978-2-7578-1469-7)
- Une légende russe, Paris, Éditions Grasset et Fasquelle, 2012, 282 p.  (ISBN 978-2-246-78349-7)[5],[12]
- Un amour à l’aube, Paris, Éditions Grasset et Fasquelle, 2014, 208 p.  (ISBN 978-2-246-80392-8)
- Le Goût de la Russie, Paris, Mercure de France, 2015  (ISBN 978-2-7152-3530-4)
- L'Oreille d'or, Paris, Éditions Grasset et Fasquelle, 2016, 130 p.  (ISBN 978-2-246-85575-0)
- Sur les pas de Shiva, Desclée de Brouwer, 2021
- Les Sœurs, et autres espèces du vivant, Arléa, 2024, dernière sélection du prix Renaudot 2024.

## Distinctions
- 1987 : Prix Contrepoint pour Corps de jeune fille
- 2000 : Prix Charles Oulmont pour Exaucez-nous !
- 2006 : Prix François-Victor-Noury pour À ses pieds
- 2014 : Prix Simone-Veil - Prix spécial de la mairie du 8e pour Un amour à l'aube. Amedeo Modigliani et Anna Akhmatova
- 2014 : Prix Rive Gauche à Paris pour Un amour à l'aube. Amedeo Modigliani et Anna Akhmatova
- 2016 : Prix de l'Académie française Maurice-Genevoix pour L'Oreille d'or[13]
- 2020 : Grand prix de littérature Henri-Gal pour l'ensemble de son œuvre.

### Détail des sources (articles de journaux)
Par date de parution.
- Rédaction LM, « Le seizième prix Contrepoint », Le Monde,‎ 7 août 1987 (lire en ligne).
- Pierre Maury, « Élisabeth Barillé enquête. Une biographie d'Anaïs Nin : mensonge et vérité », Le Soir,‎ 8 juin 1991 (lire en ligne).
- Patrick Kéchichian, « Réduction biographique », Le Monde,‎ 30 mai 1997 (lire en ligne).
- Pierre Kyria, « Un couple modèle, d'Elisabeth Barillé », Le Monde,‎ 27 avril 2001 (lire en ligne).
- Emmanuelle de Boysson, « L'amour en jeu », L'Express,‎ 19 juillet 2001 (lire en ligne).
- Christine Ferniot, « Amsterdam avec Elisabeth Barillé », L'Express,‎ 1er juillet 2002 (lire en ligne).
- Patrick Kéchichian, « Et aussi... Le goût d'Amsterdam d'Elisabeth Barillé », Le Monde,‎ 25 septembre 2003 (lire en ligne).
- « Elisabeth Barillé « Singes » », Le Parisien,‎ 2 avril 2004 (lire en ligne).
- Josyane Savigneau, « Singes, d'Elisabeth Barillé », Le Monde,‎ 2 avril 2004 (lire en ligne).
- Alexandra Lemasson, « Heureux parmi les morts de Elisabeth Barillé », Le Magazine littéraire,‎ 19 novembre 2010 (lire en ligne).
- Philippe Delaroche, « Les bleus à l'âme d'Elisabeth Barillé », L'Express,‎ 5 avril 2012 (lire en ligne).
- Valérie Trierweiler, « Élisabeth Barillé. Une odyssée sentimentale », Paris Match,‎ 10 avril 2012 (lire en ligne).
- n. c., « L’homme orchestre », Le Soir,‎ 28 avril 2012 (lire en ligne).